# Hemimyzon
Hemimyzon é um género de peixe actinopterígeo da família Balitoridae.

## Espécies
Este género contém as seguintes espécies:
- Hemimyzon confluens Kottelat, 2000
- Hemimyzon ecdyonuroides Freyhof & Herder, 2002
- Hemimyzon elongata (Y. R. Chen & Z. Y. Li, 1985)
- Hemimyzon formosanus (Boulenger, 1894)
- Hemimyzon khonensis Kottelat, 2000
- Hemimyzon macroptera C. Y. Zheng, 1982
- Hemimyzon megalopseos Z. Y. Li & Y. R. Chen, 1985
- Hemimyzon nanensis A. Doi & Kottelat, 1998
- Hemimyzon nujiangensis (W. Zhang & C. Y. Zheng, 1983)
- Hemimyzon papilio Kottelat, 1998
- Hemimyzon pengi (S. Y. Huang, 1982)
- Hemimyzon pumilicorpora C. Y. Zheng & W. Zhang, 1987
- Hemimyzon sheni I. S. Chen & L. S. Fang, 2009
- Hemimyzon taitungensis C. S. Tzeng & S. C. Shen, 1982
- Hemimyzon tchangi C. Y. Zheng, 1982
- Hemimyzon yaotanensis (P. W. Fang, 1931)